# Liste der Kulturdenkmale in Korbitz
In der Liste der Kulturdenkmale in Korbitz sind die Kulturdenkmale der im Südwesten der Stadt Meißen am linken Ufer der Elbe gelegenen Gemarkung Korbitz verzeichnet, die bis Februar 2021 vom Landesamt für Denkmalpflege Sachsen erfasst wurden (ohne archäologische Kulturdenkmale). Die Anmerkungen sind zu beachten.
Diese Aufzählung ist eine Teilmenge der Liste der Kulturdenkmale in Meißen.

## Liste der Kulturdenkmale in Korbitz
| Bild           | Bezeichnung                                    | Lage                       | Datierung                         | Beschreibung | ID       |
| -------------- | ---------------------------------------------- | -------------------------- | --------------------------------- | --- | -------- |
| Weitere Bilder | Afraner-Kreuz: Eisen-Gedenkkreuz auf Sockel    | (Flurstück 82/1) (Karte)   | Bezeichnet mit 1843               | Erinnert an die Stiftung der Fürstenschule St. Afra durch Kurfürst Moritz, geschichtlich bedeutend               | 09305781 |
| Weitere Bilder | Mietshaus in halboffener Bebauung              | Am Mühlgraben 1 (Karte)    | Ende 19. Jahrhundert              | Gründerzeithaus, Klinkerfassade, städtebaulich und baugeschichtlich von Bedeutung                                | 09266006 |
| Weitere Bilder | Mietshaus in geschlossener Bebauung            | Am Mühlgraben 2 (Karte)    | Um 1860                           | Schlichtes Gründerzeitgebäude, städtebaulich von Bedeutung                                                       | 09266005 |
| Weitere Bilder | Mietshaus in halboffener Bebauung              | Am Mühlgraben 3 (Karte)    | Um 1860, später Fassade geglättet | Mit Ladeneinbau, historisierende Putzfassade, städtebaulich von Bedeutung                                        | 09266004 |
| Weitere Bilder | Mietshaus in offener Bebauung                  | Am Mühlgraben 4 (Karte)    | Um 1860                           | Städtebaulich und baugeschichtlich von Bedeutung                                                                 | 09266003 |
| Weitere Bilder | Villa Daheim mit Gartenlaube und Einfriedung   | Ossietzkystraße 61 (Karte) | Anfang 20. Jahrhundert            | Baugeschichtlich von Bedeutung                                                                                   | 09266008 |
| Weitere Bilder | Mietshaus in geschlossener Bebauung konzipiert | Ossietzkystraße 62 (Karte) | Ende 19. Jahrhundert              | Städtebaulich und baugeschichtlich von Bedeutung, ein Gründerzeithaus, Klinkerfassade, mit Laden                 | 09266007 |
|                | Weingehöft, Haupthaus mit Seitengebäude        | Rauhentalstraße 70 (Karte) | Um 1850                           | Städtebaulich und baugeschichtlich von Bedeutung                                                                 | 09265922 |
|                | Villa                                          | Rauhentalstraße 78 (Karte) | Um 1880                           | Städtebaulich und baugeschichtlich von Bedeutung, ein Bau im Schweizerhausstil, Sparrengiebel mit Laubsägearbeit | 09265923 |

## Tabellenlegende
- Bild: Bild des Kulturdenkmals, ggf. zusätzlich mit einem Link zu weiteren Fotos des Kulturdenkmals im Medienarchiv Wikimedia Commons. Wenn man auf das Kamerasymbol klickt, können Fotos zu Kulturdenkmalen aus dieser Liste hochgeladen werden:
- Bezeichnung: Denkmalgeschützte Objekte und ggf. Bauwerksname des Kulturdenkmals
- Lage: Straßenname und Hausnummer oder Flurstücknummer des Kulturdenkmals. Die Grundsortierung der Liste erfolgt nach dieser Adresse. Der Link (Karte) führt zu verschiedenen Kartendiensten mit der Position des Kulturdenkmals. Fehlt dieser Link, wurden die Koordinaten noch nicht eingetragen. Sind diese bekannt, können sie über ein Tool mit einer Kartenansicht einfach nachgetragen werden. In dieser Kartenansicht sind Kulturdenkmale ohne Koordinaten mit einem roten bzw. orangen Marker dargestellt und können durch Verschieben auf die richtige Position in der Karte mit Koordinaten versehen werden. Kulturdenkmale ohne Bild sind an einem blauen bzw. roten Marker erkennbar.
- Datierung: Baubeginn, Fertigstellung, Datum der Erstnennung oder grobe zeitliche Einordnung entsprechend des Eintrags in der sächsischen Denkmaldatenbank
- Beschreibung: Kurzcharakteristik des Kulturdenkmals entsprechend des Eintrags in der sächsischen Denkmaldatenbank, ggf. ergänzt durch die dort nur selten veröffentlichten Erfassungstexte oder zusätzliche Informationen
- ID: Vom Landesamt für Denkmalpflege Sachsen vergebene, das Kulturdenkmal eindeutig identifizierende Objekt-Nummer. Der Link führt zum PDF-Denkmaldokument des Landesamtes für Denkmalpflege Sachsen. Bei ehemaligen Kulturdenkmalen können die Objektnummern unbekannt sein und deshalb fehlen bzw. die Links von aus der Datenbank entfernten Objektnummern ins Leere führen. Ein ggf. vorhandenes Icon  führt zu den Angaben des Kulturdenkmals bei Wikidata.